# Любомір Колник
Любомір Колник (словац. Ľubomír Kolník; 23 січня 1968, м. Нітра, ЧССР) — словацький хокеїст, центральний нападник. 
Виступав за «Дукла» (Тренчин), «Йокіпоят» (Местіс), «Лукко» (Раума), «Кієкко-Еспоо», «Слован» (Братислава), ХК «Нітра», ХКм «Зволен», ХК «36 Скаліца», ХК «Нове Замки».
У складі національної збірної Чехословаччини учасник чемпіонату світу 1991, учасник Кубка Канади 1991. У складі національної збірної Словаччини провів 109 матчів (59 голів); учасник зимових Олімпійських ігор 1994, учасник чемпіонатів світу 1994 (група C), 1995 (група B), 1996, 1997 і 1999, учасник Кубка світу 1996. 
Брат: Юрай Колник.
Досягнення
- Чемпіон Чехословаччини (1992)
- Чемпіон Словаччини (1998, 2000)
- Бронзовий призер чемпіонату Фінляндії (1994).